# Natterytterne fra Kentucky
Natterytterne fra Kentucky er en amerikansk stumfilm fra 1919 af Marshall Neilan.

## Medvirkende
- Anita Stewart som Madge Brierly
- Mahlon Hamilton som Frank Layson
- Edward Coxen som Joe Lorey
- Charles Arling som Horace Holten
- Edward Connelly som Sandusky Doolittle